# 赛义德·易卜拉欣王子国际机场
赛义德·易卜拉欣王子国际机场又称莫罗尼国际机场或哈哈亚机场，是科摩罗联盟首都莫罗尼的国际机场，是该国最主要的机场，以该国历史上的大科摩罗苏丹赛义德·阿里·本·赛义德·奥马尔之子、前法属科摩罗总督赛义德·易卜拉欣王子的名字命名。

## 概况
赛义德·易卜拉欣王子国际机场位于科摩罗群岛的大科摩罗岛上，在科摩罗联盟首都莫罗尼以北约14英里（23公里）处，有出租车可达莫罗尼市区。机场里有酒吧、点心店和行李寄存处，但不提供外币兑换。
尽管赛义德·易卜拉欣王子国际机场的跑道足够停降现代大型喷气式客机，但由于机场所在的大科摩罗岛多变的天气和群山环绕的状况，在该机场降落仍然具有一定的难度。

## 航空公司及航点
| 航空公司       | 目的地                                                                              |
| -------------- | ----------------------------------------------------------------------------------- |
| 非洲航空快运   | 蒙巴萨（莫伊国际机场）、内罗毕（乔莫·肯雅塔国际机场）、桑给巴尔（桑给巴尔国际机场） |
| 留尼汪南方航空 | 藻德济（藻德济帕芒济国际机场）、圣但尼（留尼旺罗兰·加洛斯机场）                     |
| 马达加斯加航空 | 马任加（马任加/菲利贝尔·齐拉纳纳国际机场）、塔那那利佛（塔那那利佛/伊瓦图国际机场） |
| 坦桑尼亚航空   | 达累斯萨拉姆（朱利叶斯·尼雷尔国际机场）、姆特瓦拉                                   |
| 肯尼亚航空     | 内罗毕（乔莫·肯雅塔国际机场）                                                       |
| 也门航空       | 萨那（萨那国际机场）、吉布提城（吉布提－安布利国际机场）                            |

## 意外以及事故
2009年6月30日，一架也门航空空中客车A310执飞也门航空626号班机，于前一天（6月29日週一）於當地時間在晚間9點45分从也门首都沙那的沙那国际机场起飛，飛往科摩罗首都莫罗尼的赛义德·易卜拉欣王子国际机场，客機上載有142名乘客，2名飛行員，以及9名空中服務員，總共有153人。包括有54人是葛摩人，其中有26人擁有法国国籍。不過當這架客機在6月30日要接近到莫羅尼機場附近時候曾試圖降落卻沒有成功，接著在空中做出了1個U型轉彎之後，在30日週二凌晨1點51分和機場失去聯繫，後來客機墜毀在科摩罗群岛附近的印度洋海域。該次空難中僅有1人生還，其他人員全部遇难。。